# Новочеркасский сельский округ
Новочерка́сский се́льский окру́г (каз. Новочеркасск ауылдық округі) — административная единица в составе Астраханского района Акмолинской области Казахстана. 
Административный центр — село Новочеркасское. 

## География
Административно-территориальное образование расположено в восточной части Астраханского района. В состав сельского округа входит 3 населённых пункта.
Площадь территории сельского округа составляет — 467,542 км². Из них земли сельскохозяйственного назначения — 394,38 км² (84,35 %), земли населённых пунктов — 52,413 км² (11,21 %), земли промышленности, транспорта, связи, для нужд космической деятельности, обороны, национальной безопасности и иного несельскохозяйственного назначения — 0,023 км² (0,00 %), земли водного фонда — 4,83 км² (1,03 %), земли запаса — 15,896 км² (3,40 %).
Из земель сельскохозяйственного назначения: пашни — 268,97 км² (68,20 %), пастбищные земли — 118,39 км² (30,02 %), сенокосные угодья — 7,02 км² (1,78 %).
По природным условиям территория сельского округа расположена в зоне резко–континентального засушливого климата. Континентальность климата обусловлена переносом континентальных воздушных масс из Центральной Сибири и удаленностью от районов активной циклонической деятельности. На территории сельского округа чаще всего встречаются темно–каштановые маломощные и лугово–каштановые почвы.
Граничит с землями административно-территориальных образований: Астраханский сельский округ — на северо-западе, севере, Николаевский сельский округ — на востоке, Первомайский сельский округ — на юге, Есильский сельский округ — на западе.
Гидрографическая сеть сельского округа представлена рекой Ишим, протекающая с востока на запад.
Через территорию сельского округа проходит автомобильная дорога республиканского значения — М-36 «Граница РФ (на Екатеринбург) — Алматы, через Костанай, Астана, Караганда».

## Население
| Численность населения | Численность населения | Численность населения |
| 1989                  | 1999                  | 2009                  |
| --------------------- | --------------------- | --------------------- |
| 2629                  | ↘2334                 | ↘2021                 |

## Состав
| № | Населённый пункт | Тип населённого пункта       | Население, 1989 | Население, 1999 | Население, 2009 |
| - | ---------------- | ---------------------------- | --------------- | --------------- | --------------- |
| 1 | Новочеркасское   | село, административный центр | 1 658           | 1 471           | 1 348           |
| 2 | Приишимка        | село                         | 364             | 302             | 209             |
| 3 | Ондирис          | село                         | 607             | 561             | 464             |

## Экономика
Основная направленность экономической деятельности на территории административно-территориального образования «Новочеркасский сельский округ» относится к сельскому хозяйству. На территории сельского округа всего зарегистрировано 4 собственников и землепользователей земельных участков:
- ТОО «Алмаз Грейн» — 71,68 км². Дата регистрации — 16 августа 1996 года. Руководитель — Оразбаев Нариман Жумабаевич[8]. КАТО — 113630100[9];
- ТОО «СХП Винетта» — 1,38 км². Дата регистрации — 12 мая 2004 года. Руководитель — Киселёв Анатолий Борисович[10]. КАТО — 113650600[11];
- ТОО «Фермер — 2002» — 10,62 км². Дата регистрации — 3 мая 2002 года. Руководитель — Пельцер Валерий Александрович[12]. КАТО — 113653100[13];
- Коммандитное товарищество "Федоренко и К" — 31,82 км².

На 1 января 2021 года в Новочеркасском сельском округе насчитывается (личное подворье населения и поголовье ТОО, КХ) крупного рогатого скота 2 500 голов, мелкого рогатого скота 2 389 голов, 1 242 головы лошадей:
- в селе Новочеркасское: КРС – 769 голов (в том числе коров — 361), МРС — 1 139 голов, 288 голов лошадей. Площадь пастбищ — 17,26 км²;
- в селе Приишимка: КСР — 179 голов (в том числе коров — 113), МРС — 10 голов, 53 головы лошадей. Площадь пастбищ — 8,30 км²;
- в селе Ондирис: КРС — 406 голов (в том числе коров — 194), МРС — 1 040 голов, 179 голов лошадей. Площадь пастбищ — 18,24 км².

## Местное самоуправление
Аппарат акима Новочеркасского сельского округа — село Новочеркасское, переулок Школьный, 1.
- Аким сельского округа — Орынбай Адилхан Олжабайулы[1].